# Museum of Fine Arts (Boston)
Het Museum of Fine Arts is een museum in de Amerikaanse stad Boston. Het is met een bezoekersaantal van ongeveer een miljoen per jaar en een collectie van meer dan 450.000 voorwerpen een van de grootste musea in de Verenigde Staten. De directeur van het museum is Malcolm Rogers.
Het Museum of Fine Arts werd op 4 februari 1870 opgericht om de groeiende verzameling van het Boston Athenæum in onder te brengen. Het museum opende op 4 juli 1876 zijn deuren in een door John H. Sturgis en Charles Brigham ontworpen gebouw in neogotische stijl aan Copley Square. Op 9 november 1909 verhuisde het museum naar het door Guy Lowell in neoclassicistische stijl ontworpen gebouw aan Huntington Avenue. Op 3 februari 1915 werd de Evansvleugel en op 25 oktober 1988 de Japanse tuin geopend.
De collectie is verdeeld in acht afdelingen:
- Amerikaanse kunst
- Oudheden
- Aziatische, Oceanische en Afrikaanse kunst
- Europese kunst
- hedendaagse kunst
- muziekinstrumenten
- gravures, tekeningen en foto's
- textiel en mode.

Op 20 november 2010 werd de nieuwe vleugel voor Amerikaanse kunst geopend. Deze uitbreiding werd ontworpen door Foster en Partners.

Nederlandse en Vlaamse kunst in het Museum of Fine Arts
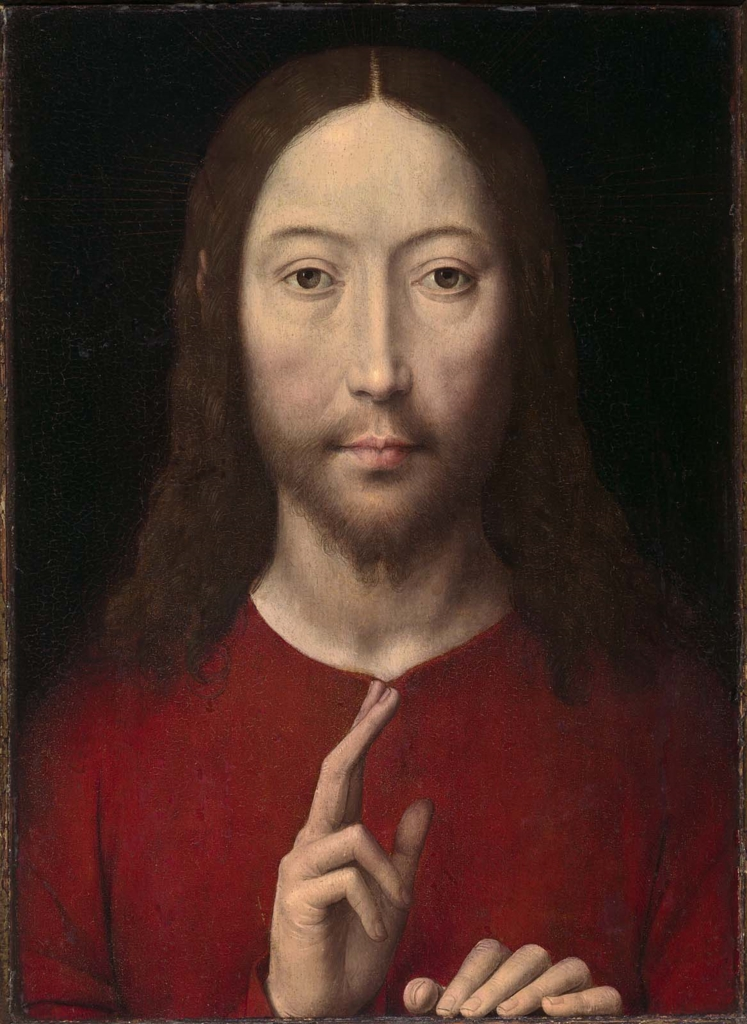
Hans Memling. Christus. 1481.
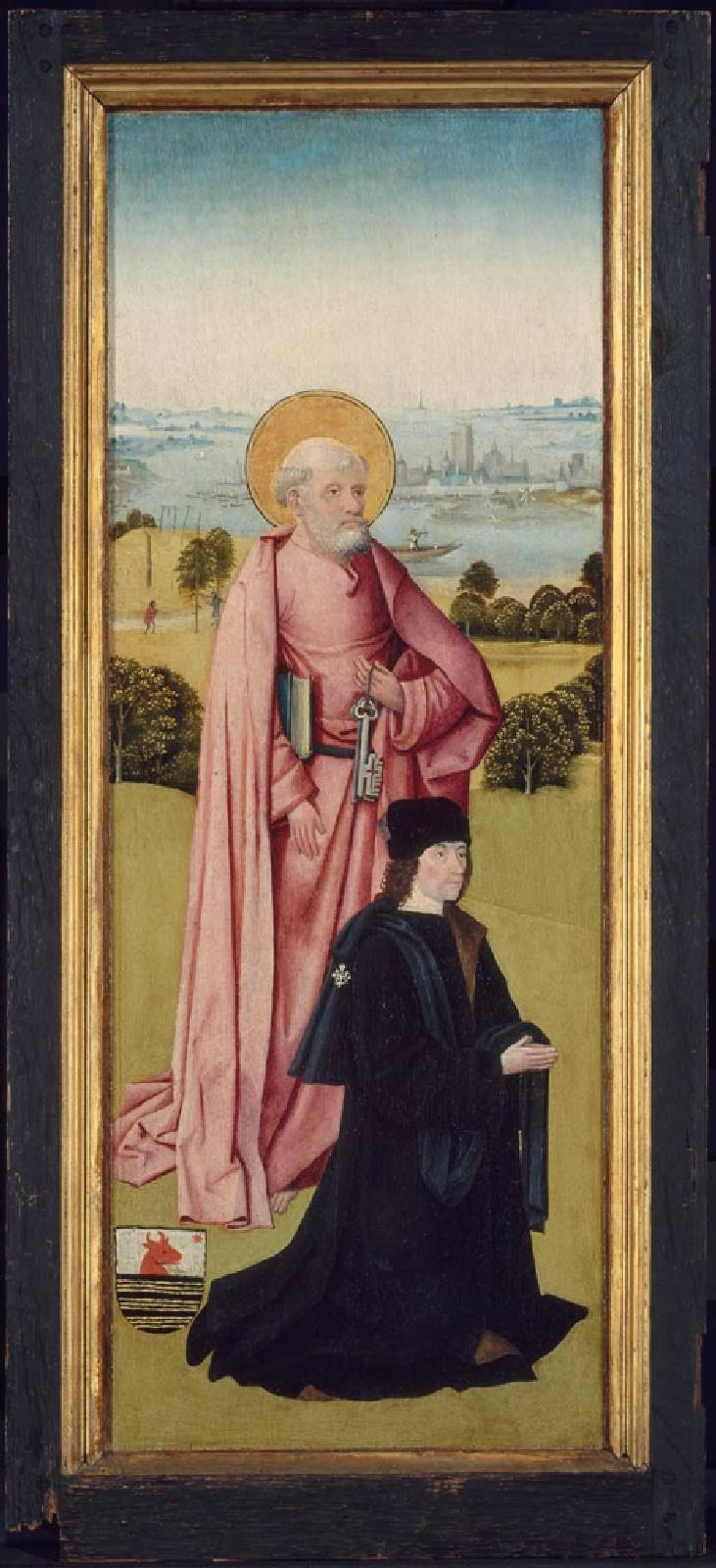
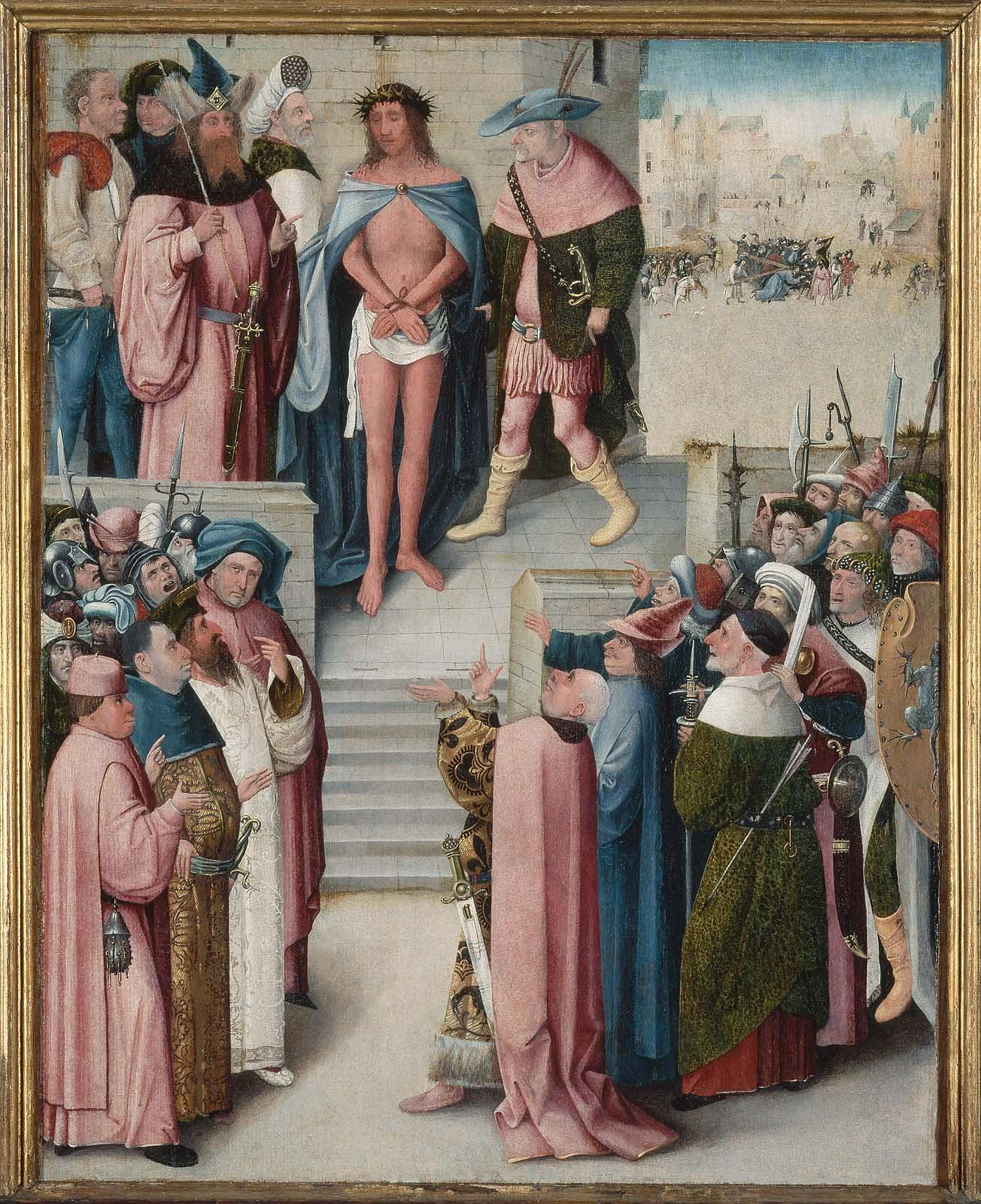
Atelier van Jheronimus Bosch. Van Os-Van Langhel-drieluik. Ca. 1496-1500.
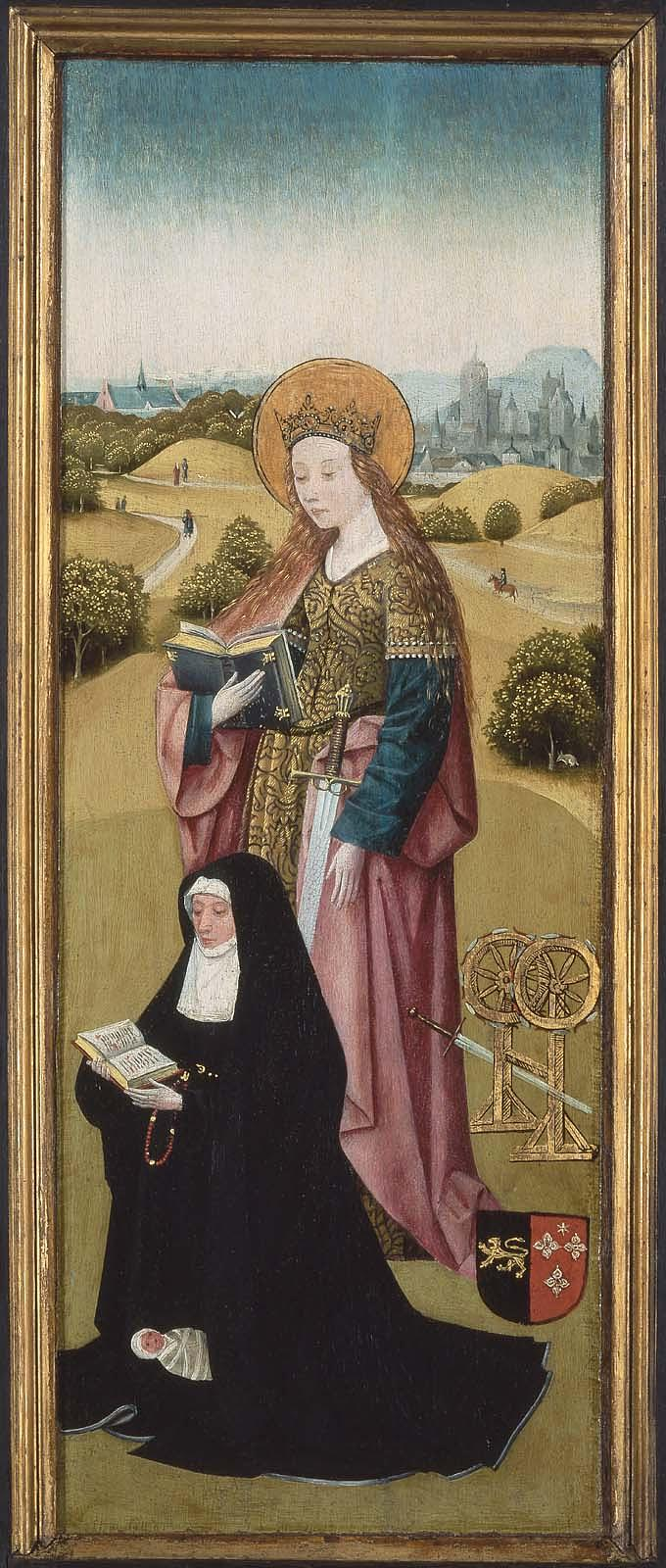
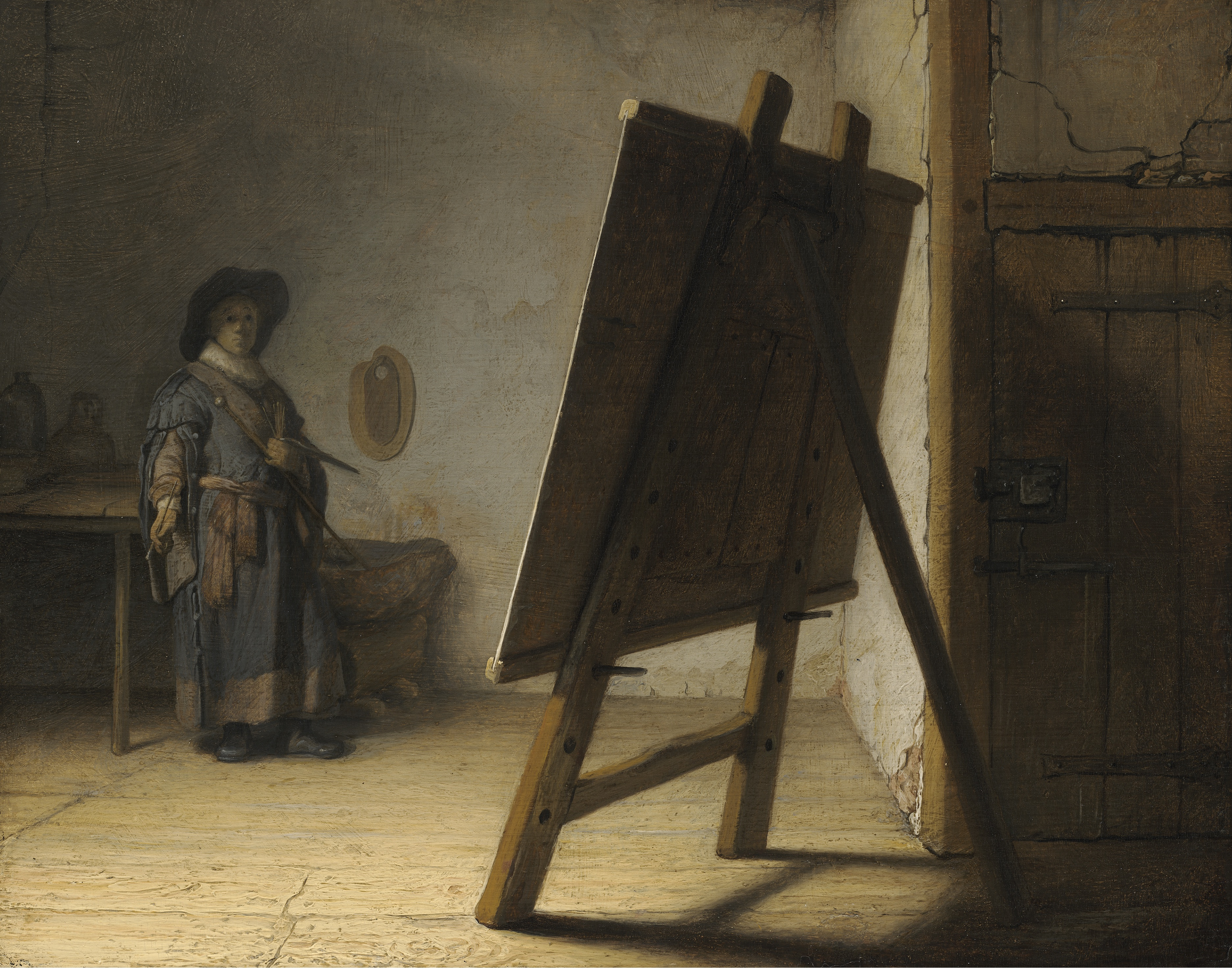
Rembrandt (of atelier). De schilder in zijn atelier. 1626-1628.
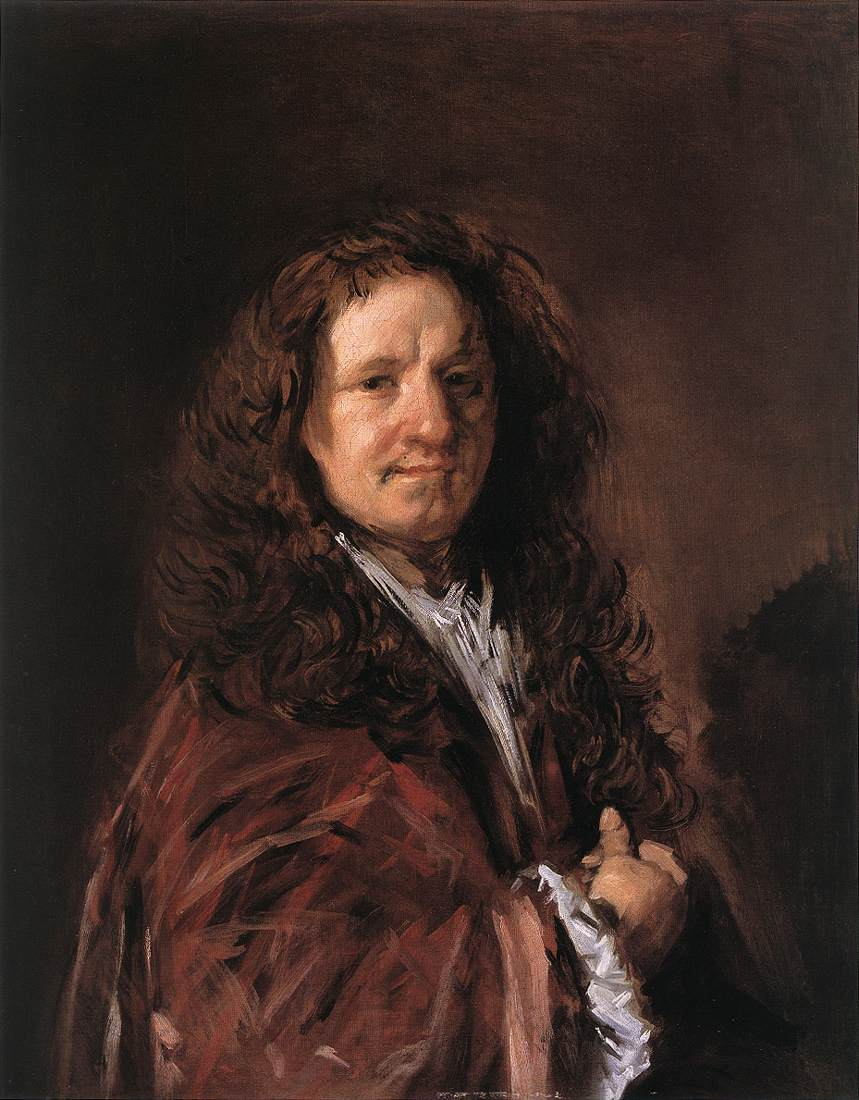
Frans Hals. Portret van een man. 1660-1666.
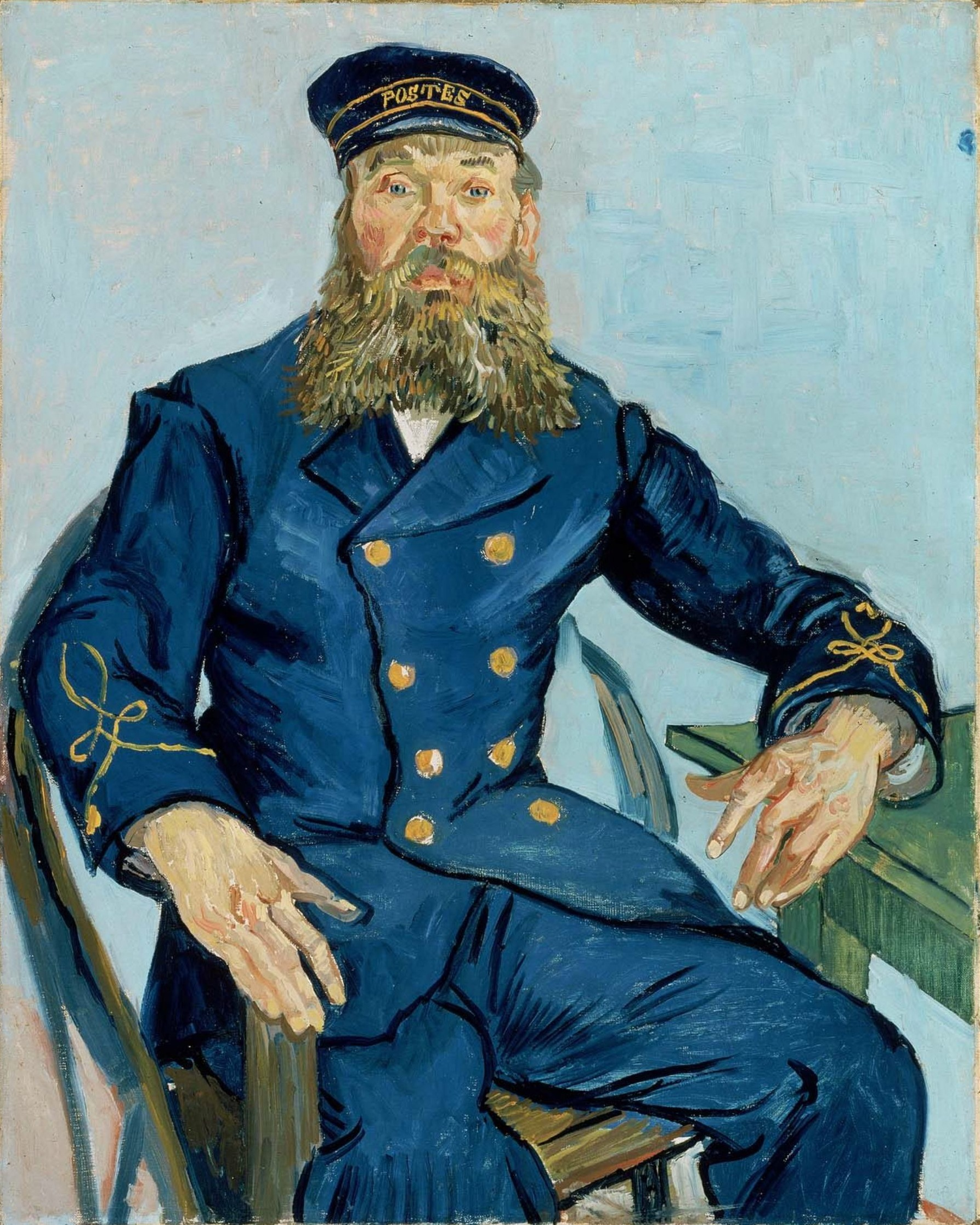
Vincent van Gogh. Portret van de postbode Joseph Roulin. 1888.
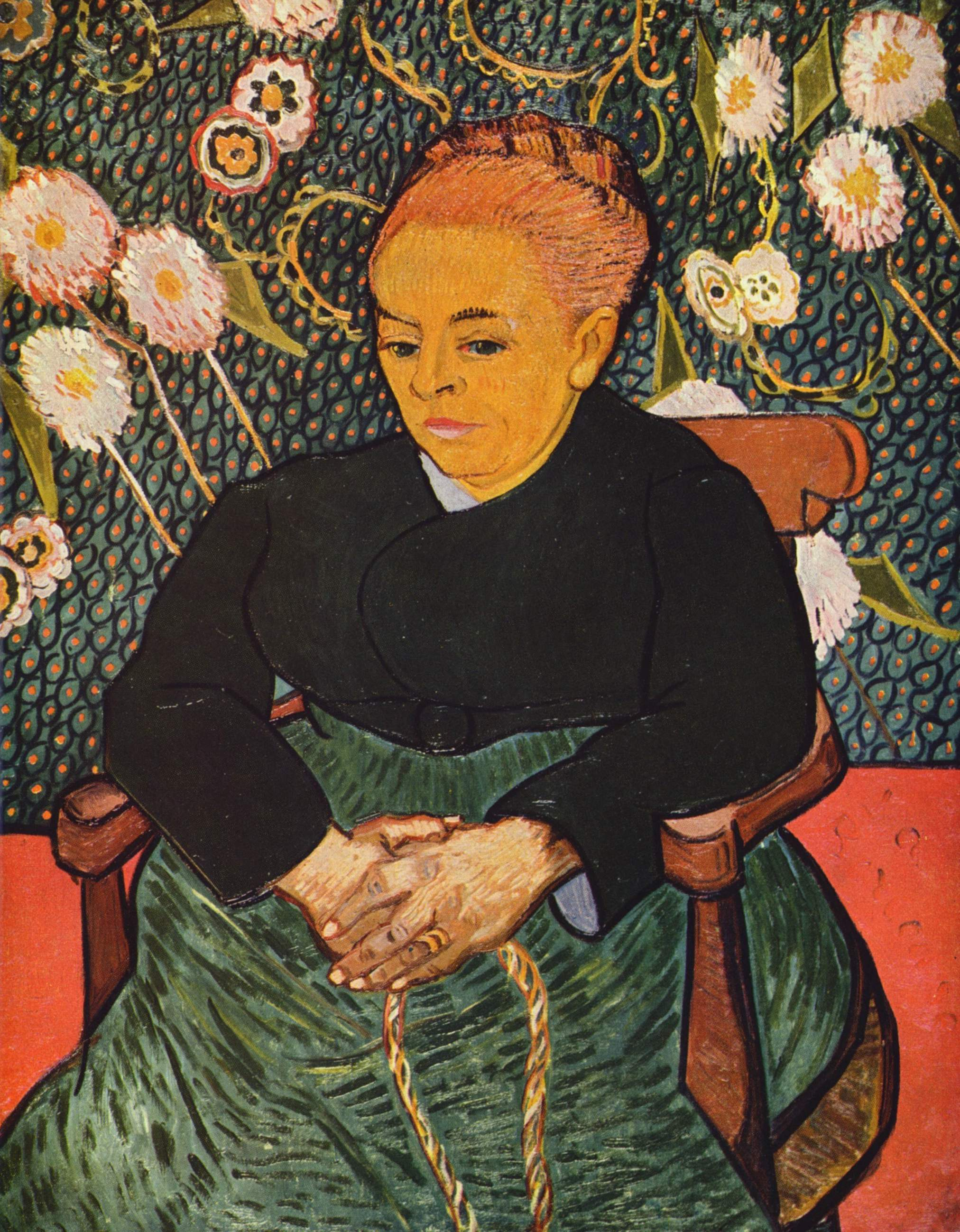
Vincent van Gogh. Portret van Augustine Roulin. 1889.